# Alexandre Nobajas i Ganau
Alexandre Nobajas i Ganau (Almenar, 25 de julio de 1983) es un geógrafo catalán y británico afincado en Keele, Reino Unido. Es experto en Sistemas de Información Geográfica y Geografía Cultural que cuenta con una vasta producción científica de repercusión internacional.

## Primeros años
Se licenció en Geografía por la Universidad de Barcelona en 2007 y continuó con estudios de postgrado en la Universidad de Edimburgo y la Universidad de Lérida, antes de volver a la Universidad de Barcelona para cursar y completar su doctorado, con su tesis “Bottled natural mineral water in Catalonia: Origin and geographical evolution of its consumption and production”, dirigida por Francesc Nadal i Piqué y cuya calificación fue de apto cum laude.

## Carrera científica
Ha participado en diversos proyectos de investigación de la Universidad de Barcelona, así como de la Universidad de Lérida y la Universidad de Keele en la que trabaja en la actualidad. Ha trabajado también en la Universidad de Durham, la Universidad de Leicester y la Universidad de Sheffield (Reino Unido). Forma parte del Grup d’Estudis d’Història de la Cartografia coordinado por la Universidad de Barcelona. Su investigación se centra en el uso de los Sistemas de Información Geográfica en ámbitos naturales y humanos. Por ejemplo son destacables sus aportaciones al estudio de la historia de la cartografía, las aplicaciones de los vehículos aéreos no tripulados o la geolingüística de las redes sociales.